# Isba

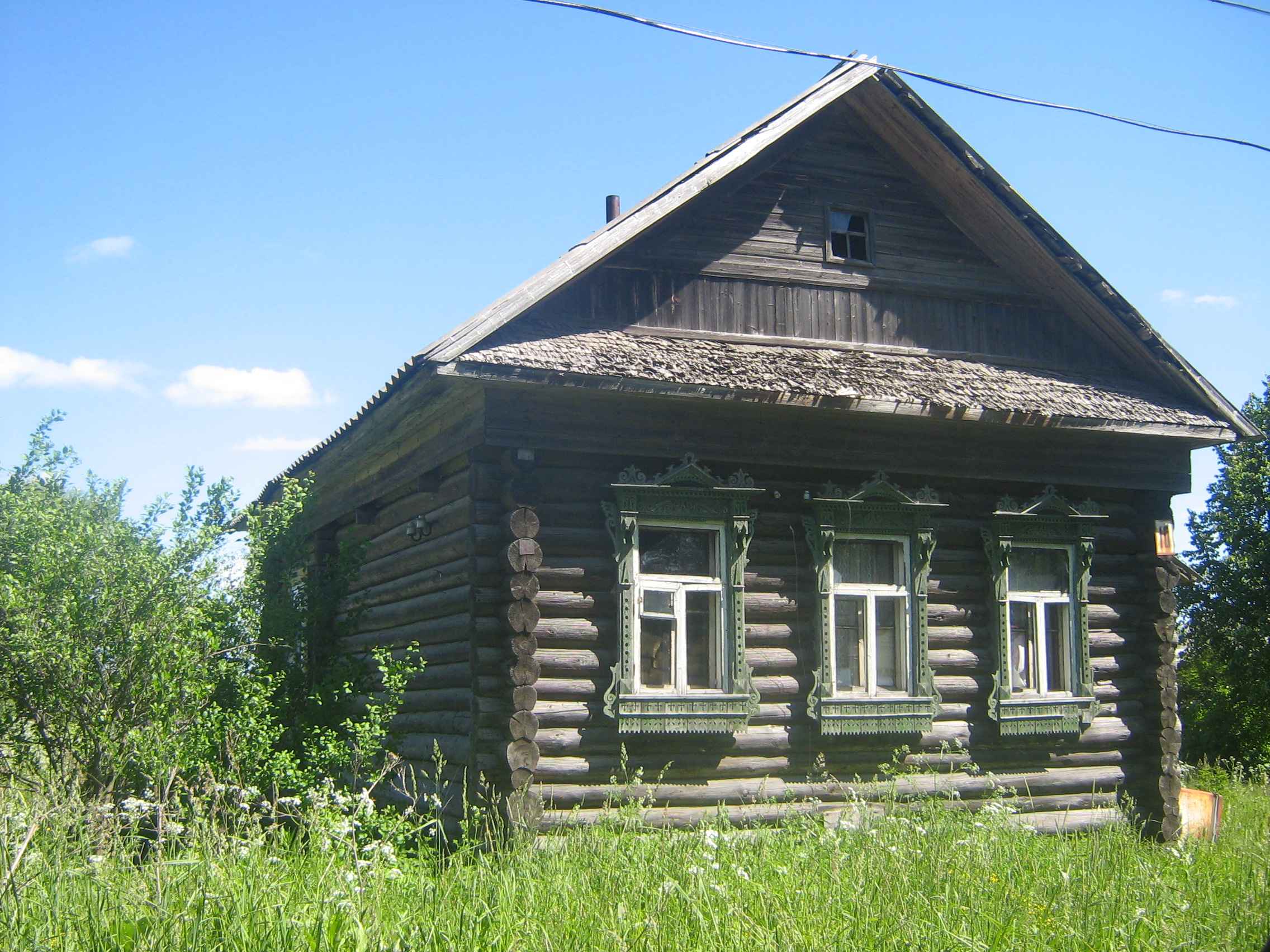
Isba nel villaggio di Kušalino, Oblast' di Tver'.

L'isba (in russo изба́? izbà) è una tipica abitazione rurale della Russia, a uno o due piani, interamente costruita di tavole di legno e di tronchi d'albero, abitata di solito da contadini.

## Descrizione
Era la casa di una tipica fattoria russa, costruita in genere vicino alla strada e accanto ad una stalla, un fienile ed un orto. Fra questi edifici era racchiusa un'aia circondata da un semplice recinto di ramoscelli intrecciati. Per la costruzione di isbe tradizionali bastava usare alcuni semplici strumenti, come corde, asce, coltelli e vanghe. Di solito non si usavano chiodi, visto che il ferro, o altri metalli duri, era costoso e nemmeno la sega era uno strumento molto comune. Tutte le componenti dell'edificio venivano semplicemente tagliate ed assemblate usando un'ascia. Era tradizione piazzare monete, lana e incenso sotto gli angoli della casa in modo che chi ci avesse vissuto si sarebbe mantenuto ricco e in salute.

## Anton Cechov autore di l'isola di sachalin, vengono citate in esso
- Vasilij Grossman nel romanzo Vita e destino nel libro primo: ‘’Le isbe russe sono milioni, ma non possono essercene - e non ce ne sono - due perfettamente identiche.’’
- Fëdor Dostoevskij nel romanzo I fratelli Karamazov intitola così un capitolo: Tormento in un isba (Parte seconda, Libro quarto, capitolo 6).
- In centomila gavette di ghiaccio, di Giulio Bedeschi, spesso l'autore parla delle isbe, riparo per i soldati italiani dell'ARMIR.
- In Il sergente nella neve di Mario Rigoni Stern le isbe sono citate più volte. Una costellazione di pace nel tormento della ritirata dalla Russia: finalmente ci fermiamo a delle isbe isolate... cerco in un'isba e non lo trovò... Ritorna nell'isba del tuo plotone, ritorna a dormire... all’erta, sta all’erta, cerca l'isba del tuo plotone... i magazzini e le isbe bruciano e qua e là si sente gridare in tedesco... le stelle che splendono di sopra a quest'isba sono le stesse che splendono di sopra alle nostre case.
- In Una giornata di Ivan Denisovič, di Aleksandr Isaevič Solženicyn l'autore narra: Adesso gli scrivevano che c'era in tutte le isbe.
- In Resurrezione (1899) di Lev Tolstoj è scritto: A destra del vestibolo si sentiva il sonoro russare dei vetturali nell'izba rustica; davanti, oltre la porta, in cortile, si udiva un gran numero di cavalli che masticavano avena.[1]
- Nikolaj Gogol' in Le anime morte nomina spesso le isbe.
- In Lunedì inizia sabato di Arkadij e Boris Strugackij (1965) il museo dell'ISSTEMS (Istituto di ricerca Scientifica e Tecnologica per la Magia e la Stregoneria) è costituito da un'isba il cui custode è una vecchina scorbutica Naina Kievna (una specie di alter ego della strega Baba-Jaga). Il protagonista dovrà passare la notte in una delle sue stanzine e, durante la notte, dopo aver attivato involontariamente il divano-traslatore, l'isba si solleva su delle poderose zampe di gallina (il museo è detto Cazalina, termine che sta per "Casetta su zampe di gallina").